# ویکتور براوو (بازیکن فوتبال)
ویکتور براوو (انگلیسی: Víctor Bravo؛ زادهٔ ۲۳ اوت ۱۹۸۳) بازیکن فوتبال اهل اسپانیا است.
از باشگاه‌هایی که در آن بازی کرده‌است می‌توان به باشگاه فوتبال اتلتیکو مادرید، باشگاه فوتبال بارسلونا، باشگاه فوتبال اوئسکا، باشگاه ورزشی تنریف، و باشگاه فوتبال اتلتیکو مادرید بی اشاره کرد.